# Парламентские выборы в Андорре (2009)
Парламентские выборы в Андорре 2009 года состоялись 26 апреля. Они стали четвёртыми выборами, проведёнными по конституции 1993 года. Выборы прошли в конце обычного четырёхлетнего срока Генерального совета долин Андорры, но спустя месяц после сильного давления со стороны соправителя Николя Саркози, который ратовал за изменение законов о банковской тайне.
Социал-демократическая партия во главе с Жауме Бартумеу одержала явную победу, набрав 45,03 % голосов, далее следуют «Реформистская коалиция», возглавляемая Либеральной партией Андорры (32,34 %), и новая партия «Андорра за изменения» (18,86 %). Социал-демократы заняли 14 мест в Генеральном совете, 11 мест заняли либералы и три места достались «Андорре за изменения».
В выборах могли участвовать исключительно граждане Андорры. На избирательные участки пришли 20 298 человек при населении страны 85 000 человек.. На 28 мест в парламенте претендовали 114 кандидатов, то есть чуть более одного кандидата на 200 избирателей. Процент избирателей, участвующих в выборах составил 75,3 %.

## Список партии
| Названия партии | Названия партии | Первый кандидат в национальном списке | Parish lists | Результаты 2005 года | Результаты 2005 года |
| Названия партии | Названия партии | Первый кандидат в национальном списке | Parish lists | %                    | Места                |
| --------------- | --- | ------------------------------------- | ------------ | -------------------- | -------------------- |
|                 | Реформистская коалиция (Coalició Reformista) - Либеральная партия Андорры (Partit Liberal Andorrà) - Лауредианский союз (Unió Laurediana) - Новый центр (Nou Centre), преемница Демократический центр Андорры-XXI век (Centre Demòcrata Andorrà-Segle 21) - Independents of Ordino (Independents d’Ordino) | Жоан Габриэль-и-Эстани                | 7            | 41,2 % (11,0 %)      | 14 (2)               |
|                 | Социал-демократическая партия (Partit Socialdemòcrata) - с Parochial Union of Independents Group (Grup d’Unió Parroquial Independents), и другие независимые кандидаты в некоторых приходах | Жауме Бартумеу Кассани                | 7            | 38,0 %               | 11                   |
|                 | Андорра за изменения (Andorra pel Canvi) - поддерживается Democratic Renewal (Renovació Democràtica) | Жуан Эусебио Номен Кальве             | 5            | (6,2 %)              | (1)                  |
|                 | Национальное Единство Прогресса (Unió Nacional de Progrés) | Томас Паскуаль де Касабош             | 0            | —                    | —                    |
|                 | Зелёные Андорры (Els Verds d’Andorra) | Исабель Лосано Муньос                 | 3            | 3,5 %                | 0                    |

## Результаты
| Партии и альянсы | Партии и альянсы | Голоса | %     | Места |
| --- | --- | ------ | ----- | ----- |
| | Социал-демократическая партия (Partit Socialdemòcrata) - с Parochial Union of Independents Group (Grup d’Unió Parroquial Independents), и другие независимые кандидаты в некоторых приходах | 6610   | 45,03 | 14    |
| | Реформистская коалиция (Coalició Reformista) - Либеральная партия Андорры (Partit Liberal Andorrà) - Лауредианский союз (Unió Laurediana) - Новый центр (Nou Centre), преемница Демократический центр Анддоры-XXI век (Centre Demòcrata Andorrà-Segle 21) - Independents of Ordino (Independents d’Ordino) | 4747   | 32,34 | 11    |
| | Андорра за изменения (Andorra pel Canvi) - поддерживается Democratic Renewal (Renovació Democràtica) | 2768   | 18,86 | 3     |
| | Зеленые Андорры (Els Verds d’Andorra) | 466    | 3,17  | —     |
| | National Union of Progress (Unió Nacional de Progrés) | 88     | 0,60  | —     |
| Всего (Явка 75,3 %) | Всего (Явка 75,3 %) |        |       | 28    |
| Всего доступных голосов | Всего доступных голосов | 14 679 |       |       |
| Доступные голоса | Доступные голоса | 136    |       |       |
| Испорченые бланки | Испорченые бланки | 478    |       |       |
| Зарегистрированные голоса | Зарегистрированные голоса | 20 298 |       |       |
| Число голосов и проценты за соответствующий национальный список. Число мест включают места, завоёванные по приходским спискам. Источник: Government of Andorra. Архивная копия от 11 апреля 2019 на Wayback Machine | |        |       |       |

### Официальные сайты партии
- Social Democratic Party Архивная копия от 1 января 2011 на Wayback Machine
- Andorra for Change Архивная копия от 24 февраля 2009 на Wayback Machine
- National Union of Progress
- Greens of Andorra Архивная копия от 3 апреля 2010 на Wayback Machine